# Johan Burk
Johan Burk (Amsterdam, 11 maggio 1887 – ...) è stato un canottiere olandese.
Ha vinto la medaglia di bronzo olimpica nel canottaggio alle Olimpiadi 1908 tenutesi a Londra, nella gara di Quattro senza maschile con Albertus Wielsma, Hermannus Höfte e Bernardus Croon.